# John Hubler Stover

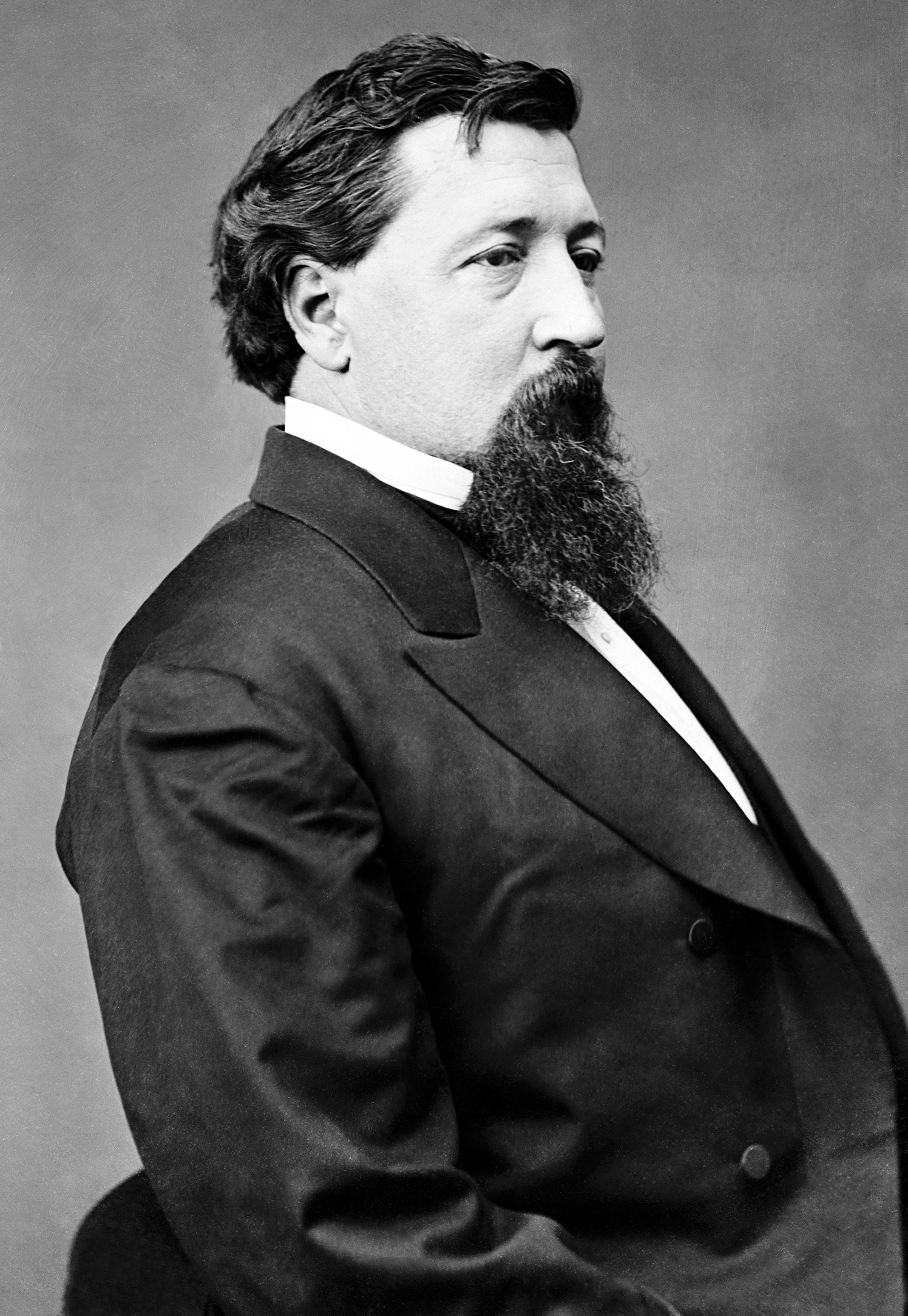
John Hubler Stover

John Hubler Stover (* 24. April 1833 in Aaronsburg, Pennsylvania; † 27. Oktober 1889 in Aurora Springs, Missouri) war ein US-amerikanischer Politiker. In den Jahren 1868 und 1869 vertrat er den Bundesstaat Missouri im US-Repräsentantenhaus.

## Werdegang
John Stover besuchte zunächst die Bellefonte Academy. Nach einem anschließenden Jurastudium und seiner 1857 erfolgten Zulassung als Rechtsanwalt begann er in Bellefonte in diesem Beruf zu arbeiten. Dort bekleidete er auch einige lokale Ämter. Zwischen 1860 und 1862 war er Bezirksstaatsanwalt im dortigen Centre County. Während des Bürgerkrieges diente er in verschiedenen Einheiten im Unionsheer und stieg dabei vom einfachen Soldaten bis zum Oberst auf.
Nach dem Krieg zog Stover nach Versailles im Staat Missouri, wo er als Anwalt praktizierte. Zwischen 1866 und 1868 fungierte er als Bezirksstaatsanwalt im Morgan County. Politisch war er Mitglied der Republikanischen Partei. Nach dem Rücktritt des Abgeordneten Joseph W. McClurg, der sich auf seinen erfolgreichen Gouverneurswahlkampf vorbereitete, wurde Stover bei der fälligen Nachwahl für den fünften Sitz von Missouri als dessen Nachfolger in das US-Repräsentantenhaus in Washington, D.C. gewählt, wo er am 7. Dezember 1868 sein neues Mandat antrat. Da er bei den regulären Wahlen des Jahres 1868 nicht mehr kandidierte, konnte er bis zum 3. Januar 1869 nur die laufende Legislaturperiode im Kongress beenden.
Nach seinem Ausscheiden aus dem US-Repräsentantenhaus arbeitete Stover wieder als Rechtsanwalt. Außerdem stieg er in das Immobiliengeschäft ein. In seiner Heimatstadt Versailles engagierte er sich auch im Bergbau. 1876 war er Delegierter seines Staates auf der Weltausstellung in Philadelphia. Im gleichen Jahr bewarb er sich erfolglos um die Rückkehr in den Kongress. John Stover starb am 27. Oktober 1889 in Aurora Springs und wurde in Versailles beigesetzt.